# Hidezō Takahashi
Hidezō Takahashi (jap. 高橋 秀蔵 Takahashi Hidezō; * 22. Mai 1934 in Myokokogen) ist ein ehemaliger japanischer Skilangläufer.
Takahashi wurde im Jahr 1963 japanischer Meister über 30 km. und kam bei den Nordischen Skiweltmeisterschaften 1962 in Zakopane auf den 38. Platz über 30 km sowie auf den 28. Rang über 50 km. Bei seiner einzigen Teilnahme an Olympischen Winterspielen im Februar 1964 in Innsbruck belegte er den 47. Platz über 30 km, den 42. Rang über 15 km, den 35. Platz über 50 km und zusammen mit Kazuo Satō, Tatsuo Kitamura und Chogoro Yahata den zehnten Platz mit der Staffel.